# Bóng đá tại Thế vận hội Mùa hè 2008 – Vòng loại Nữ
Tổng cộng 12 đội tuyển đã tham dự nội dung bóng đá nữ tại Thế vận hội Mùa hè 2008. Ngoài quốc gia chủ nhà Trung Quốc, 11 đội tuyển nữ khác đã giành quyền tham dự thông qua các giải đấu vòng loại được tổ chức tại sáu liên đoàn châu lục riêng biệt.

## Các đội vượt qua vòng loại
| Phương thức vòng loại                | Số suất | Đội vượt qua vòng loại       |
| ------------------------------------ | ------- | ---------------------------- |
| Chủ nhà                              | 1       | Trung Quốc                   |
| Vòng loại châu Âu                    | 3       | Đức · Na Uy · Thụy Điển      |
| Vòng loại Nam Mỹ                     | 1       | Argentina                    |
| Vòng loại Bắc, Trung Mỹ và Caribe    | 2       | Hoa Kỳ · Canada              |
| Vòng loại châu Phi                   | 1       | Nigeria                      |
| Vòng loại châu Á                     | 2       | CHDCND Triều Tiên · Nhật Bản |
| Vòng loại châu Đại Dương             | 1       | New Zealand                  |
| Play-off liên lục địa (CAF–CONMEBOL) | 1       | Brasil                       |

## Châu Âu
UEFA thông báo rằng Giải vô địch bóng đá nữ thế giới 2007 tại Trung Quốc sẽ đóng vai trò vòng loại Thế vận hội. Ban đầu Anh được cho là sẽ thi đấu với danh nghĩa Vương quốc Liên hiệp Anh nếu họ nằm trong top ba đội châu Âu xuất sắc nhất. Tuy nhiên, vào ngày 6/9/2007, FIFA ra thông cáo rằng Anh không đủ điều kiện dự Thế vận hội 2008 do nước bày không có Ủy ban Olympic riêng.
Thông cáo của FIFA cũng nhấn mạnh rằng "các đội bị loại tại bòng bảng sẽ được tính là có thành tích ngang nhau bất kể vị trí xếp hạng tại bảng đấu, số điểm hay hiệu số bàn thắng bại của họ". Do đó Thụy Điển và Đan Mạch cần một trận play-off để xác định suất cuối của châu Âu.
| Đội 1    | Tổng tỉ số | Đội 2     | Lượt đi 08.11.2007 | Lượt về 28.11.2007 |
| -------- | ---------- | --------- | ------------------ | ------------------ |
| Đan Mạch | 3–7        | Thụy Điển | 2–4                | 1–3                |

## Nam Mỹ
Giải vô địch bóng đá nữ Nam Mỹ 2006 ở Argentina đóng vai trò vòng loại. Argentina giành chức vô địch và giành quyền tới Thế vận hội. Á quân Brasil tham dự trận play-off liên lục địa.

## Bắc, Trung Mỹ và Caribe

### Trung Mỹ
Các đội thi đấu hai lượt đi và về vào các ngày 6 và 13 tháng 10 năm 2007, đội chiến thắng sẽ tiến vào vòng cuối cùng vào ngày 20 và 27 tháng 10 năm 2007.
Panama bỏ cuộc nên Costa Rica tiến vào vòng hai 2 gặp đội thắng trong cặp El Salvador và Nicaragua.
| Đội 1       | Tổng tỉ số | Đội 2      | Lượt đi | Lượt về |
| ----------- | ---------- | ---------- | ------- | ------- |
| El Salvador | 1–5        | Nicaragua  | 1-2     | 0-3     |
| Nicaragua   | 0–9        | Costa Rica | 0-3     | 0-6     |

### Caribe
Các đội thi đấu theo thể thức vòng tròn hai lượt vào tháng 10. 4 đội đầu mỗi bảng tiến vào vòng thứ hai.

#### Bảng 1 (tại Suriname)
| Đội                         | Trận | T | H | B | BT | BB | HS  | Đ |
| --------------------------- | ---- | - | - | - | -- | -- | --- | - |
| Trinidad và Tobago          | 3    | 3 | 0 | 0 | 19 | 1  | +18 | 9 |
| Suriname                    | 3    | 2 | 0 | 1 | 17 | 6  | +11 | 6 |
| Grenada                     | 3    | 1 | 0 | 2 | 4  | 13 | −9  | 3 |
| Saint Vincent và Grenadines | 3    | 0 | 0 | 3 | 2  | 22 | −20 | 0 |

2/10/2007
| Trinidad và Tobago | 9–0 | Saint Vincent và Grenadines |
| Suriname           | 6–1 | Grenada                     |

4/10/2007
| Trinidad và Tobago | 6–0  | Grenada                     |
| Suriname           | 10–1 | Saint Vincent và Grenadines |

7/10/2007
| Grenada  | 3–1 | Saint Vincent và Grenadines |
| Suriname | 1–4 | Trinidad và Tobago          |

#### Bảng 2 (ở Cộng hòa Dominica)
| Đội                       | Trận | T | H | B | BT | BB | HS  | Đ |
| ------------------------- | ---- | - | - | - | -- | -- | --- | - |
| Cuba                      | 3    | 3 | 0 | 0 | 37 | 1  | +36 | 9 |
| Cộng hòa Dominica         | 3    | 2 | 0 | 1 | 22 | 2  | +20 | 6 |
| Quần đảo Virgin thuộc Mỹ  | 3    | 1 | 0 | 2 | 5  | 18 | −13 | 3 |
| Quần đảo Virgin thuộc Anh | 3    | 0 | 0 | 2 | 0  | 43 | −43 | 0 |

3/10/2007
| Cộng hòa Dominica | 4–0  | Quần đảo Virgin thuộc Mỹ  |
| Cuba              | 21–0 | Quần đảo Virgin thuộc Anh |

5/10/2007
| Cuba              | 14–0 | Quần đảo Virgin thuộc Mỹ  |
| Cộng hòa Dominica | 17–0 | Quần đảo Virgin thuộc Anh |

7/10/2007
| Quần đảo Virgin thuộc Mỹ | 5–0 | Quần đảo Virgin thuộc Anh |
| Cộng hòa Dominica        | 1–2 | Cuba                      |

#### Bảng 3 (ở Antigua và Barbuda)
| Đội                | Trận | T | H | B | BT | BB | HS  | Đ |
| ------------------ | ---- | - | - | - | -- | -- | --- | - |
| Jamaica            | 3    | 3 | 0 | 0 | 24 | 0  | +24 | 9 |
| Bermuda            | 3    | 2 | 0 | 1 | 12 | 4  | +8  | 6 |
| Antigua và Barbuda | 3    | 1 | 0 | 2 | 3  | 16 | −13 | 3 |
| Dominica           | 3    | 0 | 0 | 3 | 0  | 19 | −19 | 0 |

3/10/2007
| Jamaica            | 4–0 | Bermuda  |
| Antigua và Barbuda | 3–0 | Dominica |

5/10/2007
| Bermuda            | 8–0  | Dominica |
| Antigua và Barbuda | 0–12 | Jamaica  |

7/10/2007
| Jamaica            | 8–0 | Dominica |
| Antigua và Barbuda | 0–4 | Bermuda  |

#### Bảng 4 (ở Quần đảo Cayman)
| Đội             | Trận | T | H | B | BT | BB | HS | Đ |
| --------------- | ---- | - | - | - | -- | -- | -- | - |
| Puerto Rico     | 2    | 2 | 0 | 0 | 5  | 0  | +5 | 6 |
| Haiti           | 2    | 1 | 0 | 1 | 3  | 3  | 0  | 3 |
| Quần đảo Cayman | 2    | 0 | 0 | 2 | 2  | 7  | -5 | 0 |

24/10/2007
| Quần đảo Cayman | 0–4 | Puerto Rico |

26/10/2007
| Haiti | 0–1 | Puerto Rico |

28/10/2007
| Quần đảo Cayman | 2–3 | Haiti |

#### Vòng hai
Bốn đội được chia làm 2 cặp. Đội thắng mỗi cặp tiến vào vòng chung kết khu vực CONCACAF. Cả hai trận Puerto Rico gặp Trinidad & Tobago đều diễn ra ở Puerto Rico vào ngày 23 và 25 tháng 11 năm 2007. Trong khi Cuba sẽ chơi cả hai trận trên sân nhà với Jamaica vào ngày 29/11 và 1/12 năm 2007.
| Đội 1       | Tổng tỉ số | Đội 2              | Lượt đi | Lượt về |
| ----------- | ---------- | ------------------ | ------- | ------- |
| Puerto Rico | 2–2*       | Trinidad và Tobago | 1–2     | 1–0     |
| Cuba        | 0–3        | Jamaica            | 0–1     | 0–2     |

- Trinidad & Tobago chiến thắng nhờ luật bàn thắng sân khách. Lượt về được tính là trận sân nhà của Trinidad & Tobago.

### Vòng chung kết
6 đội chia làm hai bảng, thi đấu tại sân vận động Estadio Olímpico Universitario ở Ciudad Juárez, México từ 2–13 tháng 4 năm 2008. Bốc thăm diễn ra ngày 25 tháng 2.

#### Bảng A
| Đội     | Trận | T | H | B | BT | BB | HS  | Đ |
| ------- | ---- | - | - | - | -- | -- | --- | - |
| Hoa Kỳ  | 2    | 2 | 0 | 0 | 9  | 1  | +8  | 6 |
| México  | 2    | 1 | 0 | 1 | 9  | 4  | +5  | 3 |
| Jamaica | 2    | 0 | 0 | 2 | 1  | 14 | -13 | 0 |

2/4/2008
| México | 8–1 | Jamaica |

4/4/2008
| Hoa Kỳ | 6–0 | Jamaica |

6/4/2008
| México | 1–3 | Hoa Kỳ |

#### Bảng B
| Đội                | Trận | T | H | B | BT | BB | HS | Đ |
| ------------------ | ---- | - | - | - | -- | -- | -- | - |
| Canada             | 2    | 2 | 0 | 0 | 7  | 0  | +7 | 6 |
| Costa Rica         | 2    | 0 | 1 | 1 | 2  | 3  | -1 | 1 |
| Trinidad và Tobago | 2    | 0 | 1 | 1 | 2  | 8  | -6 | 1 |

2/4/2008
| Trinidad và Tobago | 0–6 | Canada |

4/4/2008
| Costa Rica | 2–2 | Trinidad và Tobago |

6/4/2008
| Canada | 1–0 | Costa Rica |

#### Bán kết
Bốn đội đứng đầu các bảng lọt vào vòng bán kết diễn ra vào ngày 9/4/2008. Hai đội thắng sẽ giành suất tới Thế vận hội.
| Đội 1  | Tỉ số | Đội 2      |
| ------ | ----- | ---------- |
| Hoa Kỳ | 3–0   | Costa Rica |
| Canada | 1–0   | México     |

#### Chung kết
Chung kết diễn ra ngày 12/4/2008.
| Đội 1  | Tỉ số              | Đội 2  |
| ------ | ------------------ | ------ |
| Hoa Kỳ | 1 – 1 6 – 5 (ph.đ) | Canada |

## Châu Phi
Vòng đấu loại khu vực CAF được chia làm bốn giai đoạn. Ba vòng đầu thi đấu loại trực tiếp, vòng chung kết thi đấu theo thể thức vòng bảng.
Đội đứng đầu vòng chung kết sẽ giành vé tới Bắc Kinh trong khi đội xếp thứ hai tham dự trận Playoff liên lục địa.

### Vòng sơ loại
Lượt đi thi đấu từ 27 tới 29 tháng 10 năm 2006. Lượt về từ 10 tới 12 tháng 11 năm 2006.
| Đội 1        | Tổng tỉ số | Đội 2     | Lượt đi | Lượt về |
| ------------ | ---------- | --------- | ------- | ------- |
| Angola       |            | Tanzania* |         |         |
| Mozambique   | 12–5       | Comoros   | 7–2     | 5–3     |
| Guiné-Bissau | 2–4        | Guinée    | 1–1     | 1–3     |
| *Bénin       |            | Namibia   |         |         |
| *Uganda      |            | Eritrea   |         |         |

* = bỏ cuộc

### Vòng 1
Lượt đi diễn ra các ngày 17 và 18 tháng 2 năm 2007; lượt về từ 9 tới 11/3/2007. Eritrea và Maroc thi đấu vào ngày 10 và 24/3/2007. Guinea và Zimbabwe chỉ thi đấu một lượt ở Zimbabwe do bạo động chính trị ở Guinea.
| Đội 1           | Tổng tỉ số | Đội 2      | Lượt đi | Lượt về |
| --------------- | ---------- | ---------- | ------- | ------- |
| Angola          | 1–4        | Ghana      | 1–2     | 0–2     |
| Guinea Xích Đạo | 4–5        | Nam Phi    | 2–1     | 2–4     |
| Liberia         | 0–5        | Ethiopia   | 0–3     | 0–2     |
| Nigeria         |            | Sénégal*   | —       | —       |
| Mozambique      | 1–12       | Algérie    | 0–3     | 1–9     |
| Eritrea         | 4–4 (a)    | Maroc      | 3–2     | 1–2     |
| Namibia         | 5–8        | CHDC Congo | 3–3     | 2–5     |
| Guinée          | 1–6        | Zimbabwe   | —       | 1–6     |

* = bỏ cuộc

### Vòng hai
Lượt đi diễn ra từ 1 tới 3/6/2007. Lượt về từ 15 tới 17/6/2007.
| Đội 1    | Tổng tỉ số | Đội 2      | Lượt đi | Lượt về |
| -------- | ---------- | ---------- | ------- | ------- |
| Ghana    | 4–1        | CHDC Congo | 3–1     | 1–0     |
| Algérie  | 1–6        | Nigeria    | 1–0     | 0–6     |
| Nam Phi  | 5–3        | Zimbabwe   | 2–1     | 3–2     |
| Ethiopia | (a)2–2     | Maroc      | 1–0     | 1–2     |

### Vòng chung kết
| Đội      | Tr      | T       | H       | B       | BT      | BB      | HS      | Đ       |
| -------- | ------- | ------- | ------- | ------- | ------- | ------- | ------- | ------- |
| Nigeria  | 4       | 3       | 0       | 1       | 8       | 1       | +7      | 9       |
| Ghana    | 4       | 3       | 0       | 1       | 4       | 3       | +1      | 9       |
| Nam Phi  | 4       | 0       | 0       | 4       | 1       | 9       | −8      | 0       |
| Ethiopia | bỏ cuộc | bỏ cuộc | bỏ cuộc | bỏ cuộc | bỏ cuộc | bỏ cuộc | bỏ cuộc | bỏ cuộc |

28/7/2007
| Nigeria  | 5–0  | Nam Phi |
| Ethiopia | 1–3* | Ghana   |

* Kết quả bị hủy bỏ
12/8/2007
| Ghana | 1–0 | Nigeria |

26/8/2007
| Nam Phi | 0–1 | Ghana |

9/12/2007
| Ghana | 2–1 | Nam Phi |

16/2/2008
| Nam Phi | 0–1 | Nigeria |

15/3/2008
| Nigeria | 2–0 | Ghana |

Nigeria giành vé tới Olympic. Ghana dự trận play-off với đội nhì của Nam Mỹ.

## Châu Á
Trung Quốc nghiễm nhiên giành quyền tham dự với tư cách chủ nhà Thế vận hội 2008.

### Vòng 1
Nhật Bản và CHDCND Triều Tiên được đặc cách vào vòng tiếp theo. 12 đội tuyển còn lại được chia thành 3 bảng, với hai đội đứng đầu mỗi bảng lọt vào vòng cuối cùng
Bảng A diễn ra theo thể thức loại trực tiếp hai lượt trận, trong khi bảng B và C thi đấu theo thể thức vòng tròn một lượt.

#### Bảng A
Lượt đi diễn ra ngày 17/2/2007, lượt về ngày 25/2/2007.
| Đội 1     | Tổng tỉ số | Đội 2   | Lượt đi | Lượt về |
| --------- | ---------- | ------- | ------- | ------- |
| Hồng Kông |            | Jordan* |         |         |
| Hàn Quốc  | 8–0        | Ấn Độ   | 5–0     | 3–0     |

Hồng Kông chiến thắng do Jordan bỏ cuộc. Trận chung kết bảng A diễn ra hai lượt vào các ngày 10 và 18 tháng 3 năm 2007.
| Đội 1     | Tổng tỉ số | Đội 2    | Lượt đi | Lượt về |
| --------- | ---------- | -------- | ------- | ------- |
| Hồng Kông | 3–2        | Hàn Quốc | 2–2     | 1–0     |

#### Bảng B
Tất cả các trận đấu diễn ra trên Sân vận động Thái-Nhật (Băng Cốc, Thái Lan).
| Đội                | Đ | Tr | T | H | B | BT | BB | HS  |
| ------------------ | - | -- | - | - | - | -- | -- | --- |
| Thái Lan (chủ nhà) | 9 | 3  | 3 | 0 | 0 | 15 | 0  | +15 |
| Việt Nam           | 6 | 3  | 2 | 0 | 1 | 8  | 1  | +7  |
| Singapore          | 3 | 3  | 1 | 0 | 2 | 6  | 8  | −2  |
| Maldives           | 0 | 3  | 0 | 0 | 3 | 0  | 20 | −20 |

19/2/2007
| Maldives | 0–6 | Singapore |
| Thái Lan | 1–0 | Việt Nam  |

21/2/2007
| Thái Lan | 5–0 | Singapore |
| Việt Nam | 5–0 | Maldives  |

23/2/2007
| Việt Nam | 3–0 | Singapore |
| Thái Lan | 9–0 | Maldives  |

#### Bảng C
Tất cả các trận diễn ra trên Sân vận động bóng đá Trung Sơn (Đài Bắc, Trung Hoa Dân quốc).
| Đội                         | Đ | Tr | T | H | B | BT | BB | HS  |
| --------------------------- | - | -- | - | - | - | -- | -- | --- |
| Úc                          | 9 | 3  | 3 | 0 | 0 | 20 | 1  | +19 |
| Đài Bắc Trung Hoa (chủ nhà) | 6 | 3  | 2 | 0 | 1 | 4  | 8  | −4  |
| Myanmar                     | 1 | 3  | 0 | 1 | 2 | 1  | 4  | −3  |
| Uzbekistan                  | 1 | 3  | 0 | 1 | 2 | 1  | 13 | −12 |

21/2/2007
| Đài Bắc Trung Hoa | 2–0 | Uzbekistan |
| Úc                | 2–0 | Myanmar    |

23/2/2007
| Đài Bắc Trung Hoa | 1–0  | Myanmar |
| Uzbekistan        | 0–10 | Úc      |

25/2/2007
| Đài Bắc Trung Hoa | 1–8 | Úc      |
| Uzbekistan        | 1–1 | Myanmar |

### Vòng 2
Các đội đứng đầu mỗi bảng sẽ đoạt vé tới Olympic.

#### Bảng A
| Đội      | Đ  | Tr | T | H | B | BT | BB | HS  |
| -------- | -- | -- | - | - | - | -- | -- | --- |
| Nhật Bản | 16 | 6  | 5 | 1 | 0 | 27 | 3  | +24 |
| Hàn Quốc | 8  | 6  | 2 | 2 | 2 | 8  | 12 | −4  |
| Thái Lan | 7  | 6  | 2 | 1 | 3 | 7  | 11 | −4  |
| Việt Nam | 3  | 6  | 1 | 0 | 5 | 3  | 19 | −16 |

| Nhật Bản             | 2 - 0 | Việt Nam |
| -------------------- | ----- | -------- |
| Sawa 36' · Sakai 73' |       |          |

| Hàn Quốc | 0 - 1 | Thái Lan |
| -------- | ----- | -------- |
|          |       |          |

| Thái Lan | 0 - 4 | Nhật Bản                               |
| -------- | ----- | -------------------------------------- |
|          |       | Sawa 38' · Arakawa 41' · Ohno 44', 66' |

| Việt Nam             | 1 - 2 | Hàn Quốc           |
| -------------------- | ----- | ------------------ |
| Đoàn Thị Kim Chi 25' |       | Ji So-yun 55', 59' |

| Nhật Bản                                                                           | 6 - 1 | Hàn Quốc        |
| ---------------------------------------------------------------------------------- | ----- | --------------- |
| Miyamoto 9' · Ohno 21' · Arakawa 24' · Lee Kye-lim 34' (l.n.) · Ito 66' · Sawa 68' |       | Jung Hae-in 74' |

| Việt Nam | 1 - 0 | Thái Lan |
| -------- | ----- | -------- |
|          |       |          |

| Hàn Quốc                            | 2 - 2 | Nhật Bản              |
| ----------------------------------- | ----- | --------------------- |
| Kim Jin-hee 5' · Park Hee-young 64' |       | Ohno 11' · Miyama 37' |

| Thái Lan | 5 - 0 | Việt Nam |
| -------- | ----- | -------- |
|          |       |          |

| Thái Lan | 1 - 1 | Hàn Quốc |
| -------- | ----- | -------- |
|          |       |          |

| Việt Nam | 0 - 8 | Nhật Bản                                                                                         |
| -------- | ----- | ------------------------------------------------------------------------------------------------ |
|          |       | Sakai 10' · Iwashimizu 17' · Ohno 36', 60' · Miyama 39' · Miyamoto 70' · Sawa 72' · Nagasato 80' |

| Hàn Quốc | 2 - 1 | Việt Nam |
| -------- | ----- | -------- |
|          |       |          |

| Nhật Bản                                                           | 5 - 0 | Thái Lan |
| ------------------------------------------------------------------ | ----- | -------- |
| Ohno 1' · Nagasato 30' · Yanagita 45' · Sawa 45+2' · Sakaguchi 89' |       |          |

#### Bảng B
| Đội               | Đ  | Tr | T | H | B | BT | BB | HS  |
| ----------------- | -- | -- | - | - | - | -- | -- | --- |
| CHDCND Triều Tiên | 18 | 6  | 6 | 0 | 0 | 51 | 0  | +51 |
| Úc                | 12 | 6  | 4 | 0 | 2 | 40 | 5  | +35 |
| Đài Bắc Trung Hoa | 6  | 6  | 2 | 0 | 4 | 12 | 31 | −19 |
| Hồng Kông         | 0  | 6  | 0 | 0 | 6 | 1  | 68 | −67 |

7/4/2007
| Úc                | 15–0 | Hồng Kông         |
| CHDCND Triều Tiên | 8–0  | Đài Bắc Trung Hoa |

15/4/2007
| Đài Bắc Trung Hoa | 0–10 | Úc                |
| Hồng Kông         | 0–14 | CHDCND Triều Tiên |

3/6/2007
| CHDCND Triều Tiên | 2–0 | Úc        |
| Đài Bắc Trung Hoa | 6–0 | Hồng Kông |

10/6/2007
| Úc        | 0–2 | CHDCND Triều Tiên |
| Hồng Kông | 0–6 | Đài Bắc Trung Hoa |

4/8/2007
| Hồng Kông         | 1–8 | Úc                |
| Đài Bắc Trung Hoa | 0–6 | CHDCND Triều Tiên |

12/8/2007
| Úc                | 7–0  | Đài Bắc Trung Hoa |
| CHDCND Triều Tiên | 19–0 | Hồng Kông         |

## Châu Đại Dương
Pacific Games 2007 được tổ chức làm giai đoạn một vòng loại Thế vận hội khu vực châu Đại Dương. Đội tuyển vô địch Pacific Games, Papua New Guinea, gặp New Zealand trong trận playoff vào tháng 3 năm 2008 để quyết định đội tham dự vòng chung kết Thế vận hội. Cặp đấu nay ban đầu được xếp đá thành hai lượt (vào ngày 8 và 12 tháng 3) nhưng lượt trận ở New Zealand bị hủy bỏ do thỏa thuận, dẫn tới chỉ có một lượt diễn ra ở Papua New Guinea.
| Đội 1            | Kết quả | Đội 2       |
| ---------------- | ------- | ----------- |
| Papua New Guinea | 0-2     | New Zealand |

## Play-off liên lục địa
Trận play-off liên lục địa giữa hai đội xếp thứ nhì của Nam Mỹ và châu Phi, lần lượt là Brasil và Ghana, diễn ra trên sân Công nhân ở Bắc Kinh vào ngày 19/4/2008. Brasil vượt qua Ghana để giành suất cuối cùng dự Olympic.
| Brasil                                                  | 5 – 1    | Ghana       |
| ------------------------------------------------------- | -------- | ----------- |
| Marta 19' · Cristiane 41', 70' · Aline 53' · Rosana 71' | Chi tiết | Amankwa 75' |